# Phép Thuật (Phần 2)
Phần thứ hai của series phim truyền hình Phép Thuật, được chiếu tại Mỹ vào lúc 9 giờ tối (giờ Mỹ) thứ năm hàng tuần trên kênh The WB bắt đầu từ 30 tháng 9 năm 1999 đến ngày 18 tháng 5 năm 2000.
Hãng phim 20th Century Fox Home Entertainment  đã phát hành DVD phần 2 vào năm 2005.

## Nội dung chính
Bắt đầu phần này là sự biến mất của cuốn sách bóng tối, sự đau khổ của Prue khi Andy chết và Prue gần như hoàn toàn muốn chối bỏ phép thuật. Trong phần này, họ phải đối đầu với nhiều con quỷ cấp cao hơn và mạnh hơn.
Darryl Morris, đồng nghiệp của Andy trở thành người bạn giúp đỡ ba chị em trong việc thu thập thông tin, Darryl biết được bí mật của họ và giữ kín  nó. Phần này xuất hiện thêm hai nhân vật chính, là hàng xóm mới của 3 chị em là Jenny và Dan Gordon.
Piper có hai mối tình lớn giữa Dan và Leo, cô đã lựa chọn Leo vì đó là tình yêu đích thực mà cô muốn theo đuổi. Cũng trong phần này, Piper thành công với câu lạc bộ P3, xuyên suốt đến tận phần 8. Prue có mối quan hệ tình cảm với Jack Sheridan người mà cô gặp ở Bucklands.
Sức mạnh của ba chị em bắt đầu phát triển và có thêm sức mạnh mới: Prue - Phân thân; Piper - làm nổ (hủy diệt) mọi thứ (hay đẩy nhanh tốc độ chuyển động phân tử), Phoebe có khả năng bay mặc dù rất hiếm và cô khó có thể kiểm soát nó. Ngoài ra họ cũng biết thêm các phương pháp mới để tiêu diệt quỷ như: bói cầu, viết thần chú, khả năng chế thuốc độc...

## Các vai

### Vai Chính
- Shannen Doherty trong vai Prue Halliwell
- Holly Marie Combs trong vai Piper Halliwell
- Alyssa Milano trong vai Phoebe Halliwell
- Greg Vaughan trong vai Dan Gordon (Không xuất hiện trong "Morality Bites", "Give Me a Sign", "Astral Monkey" và "Apocalypse Not")
- Dorian Gregory trong vai Darryl Morris (Không xuất hiện trong "Morality Bites", "The Painted World", "They're Everywhere", "Heartbreak City", "Awakened", "Pardon My Past" và "How to Make a Quilt Out of Americans")
- Karis Paige Bryant trong vai Jenny Gordon (Từ tập "Witch Trial" tới tập "That Old Black Magic")
- Brian Krause trong vai Leo Wyatt (Từ tập "Pardon My Past" trở về sau)

### Các vai phụ
- Jennifer Rhodes trong vai Penny Halliwell
- Finola Hughes trong vai Patty Halliwell
- Lochlyn Munro trong vai Jack Sheridan
- Antonio Sabato Jr. trong vai Bane Jessup
- Billy Drago trong vai Barbas
- Matthew Glave trong vai Dr. Curtis Williamson

## Danh sách các tập phim
| №  | #  | Tên                          | Đạo diễn           | Kịch bản                                 | Ngày chiếu (Mỹ)      | Mã      |
| -- | -- | ---------------------------- | ------------------ | ---------------------------------------- | -------------------- | ------- |
| 23 | 1  | "Đảo ngược phép thuật"       | Craig Zisk         | Brad Kern                                | 30 tháng 9 năm 1999  | 4399022 |
| 24 | 2  | "Bài học về đạo đức"         | John Behring       | Chris Levinson & Zack Estrin             | 7 tháng 10 năm 1999  | 4399025 |
| 25 | 3  | "Thế giới trong tranh"       | Kevin Inch         | Constance M. Burge                       | 14 tháng 10 năm 1999 | 4399023 |
| 26 | 4  | "Âm nhạc của quỷ"            | Richard Compton    | David Simkins                            | 21 tháng 10 năm 1999 | 4399024 |
| 27 | 5  | "Cô ấy là đàn ông !"         | Martha Mitchell    | Javier Grillo-Marxuach                   | 4 tháng 11 năm 1999  | 4399026 |
| 28 | 6  | "Ma thuật hồi sinh"          | James L. Conway    | Valerie Mayhew & Vivian Mayhew           | 11 tháng 11 năm 1999 | 4399027 |
| 29 | 7  | "Chúng ở khắp mọi nơi"       | Mel Damski         | Sheryl J. Anderson                       | 18 tháng 11 năm 1999 | 4399028 |
| 30 | 8  | "P3 H2O"                     | John Behring       | Chris Levinson & Zack Estrin             | 9 tháng 12 năm 1999  | 4399029 |
| 31 | 9  | "Sát thủ Hellfire"           | Craig Zisk         | Sheryl J. Anderson & Constance M. Burge  | 13 tháng 1 năm 2000  | 4399030 |
| 32 | 10 | "Thần tình yêu"              | Michael Zinberg    | David Simkins                            | 20 tháng 1 năm 2000  | 4399031 |
| 33 | 11 | "Linh hồn người quá cố"      | Craig Zisk         | Javier Grillo-Marxuach                   | 27 tháng 1 năm 2000  | 4399032 |
| 34 | 12 | "Tỉnh dậy đi Piper!"         | Anson Williams     | Valerie Mayhew & Vivian Mayhew           | 3 tháng 2 năm 2000   | 4399033 |
| 35 | 13 | "Những chàng trai động vật"  | Don Kurt           | Chris Levinson & Zack Estrin             | 10 tháng 2 năm 2000  | 4399034 |
| 36 | 14 | "Quá khứ và hiện tại"        | John Paré          | Michael Gleason                          | 17 tháng 2 năm 2000  | 4399035 |
| 37 | 15 | "Dấu hiệu"                   | James A. Contner   | Sheryl J. Anderson                       | 24 tháng 2 năm 2000  | 4399036 |
| 38 | 16 | "Ác quỷ bóng đêm"            | John Behring       | David Simkins                            | 30 tháng 3 năm 2000  | 4399037 |
| 39 | 17 | "Sắc đẹp và tuổi trẻ"        | Kevin Inch         | Javier Grillo-Marxuach & Robert Masello  | 6 tháng 4 năm 2000   | 4399038 |
| 40 | 18 | "Ảo ảnh"                     | Michael Schultz    | Zack Estrin & Chris Levinson             | 20 tháng 4 năm 2000  | 4399039 |
| 41 | 19 | "Công lý phải được thực thi" | Joel J. Feigenbaum | Peter Chomsky & Brad Kern                | 27 tháng 4 năm 2000  | 4399040 |
| 42 | 20 | "Khỉ phân thân"              | Craig Zisk         | David Simkins & Constance M. Burge       | 4 tháng 5 năm 2000   | 4399041 |
| 43 | 21 | "Chưa phải ngày tận thế"     | Michael Zinberg    | Sanford Golden & Sheryl J. Anderson      | 11 tháng 5 năm 2000  | 4399042 |
| 44 | 22 | "Điều ước"                   | Shannen Doherty    | Chris Levinson, Zack Estrin và Brad Kern | 18 tháng 5 năm 2000  | 4399043 |